# Chief Sales Officer
Chief Sales Officer (CSO) ist die US-amerikanische Bezeichnung für den führenden Vertriebsmanager. Dieser ist zuständig für strategische und operative Verkaufsprozesse, Vertrieb und Verkauf. In kleinen Unternehmen ist der CSO mit einem Vertriebsleiter, in Konzernen mit dem Vertriebsvorstand vergleichbar. Zwar hat die Bezeichnung CSO ihren Ursprung in den USA, wird aber mittlerweile auch in Deutschland verwendet.